# Mamilo supranumerário
Um mamilo supranumerário (também conhecido como terceiro mamilo, mamilo triplo, mamilo acessório, politelia ou a condição relacionada, polimastia) é um mamilo adicional que ocorre nos mamíferos, incluindo os seres humanos. Confundido frequentemente com tumores ou verrugas, mamilos supranumerários são presentes em cerca de 1 em cada 18 pessoas .